# 1966 год в шашках
1966 год в шашках описывает годовые события в шашечном движении.
Прошли очередные национальные чемпионаты (по международным шашкам): СССР, Нидерландов, Франции.
По русским шашкам проведено командное первенство СССР.

## Женские шашки
Развивались только русские шашки.

## Международные турниры
Турнир претендентов по международным шашкам проходил с 27 августа по 11 сентября 1966 года в Алесе (Франция) в два круга с участием девяти шашистов: экс-чемпиона мира Вячеслава Щёголева и победителей национальных первенств СССР, Нидерландов, Швейцарии, Франции, Бельгии, Италии, Монако и Чехословакии.